# Kelly Prestonová
Kelly Prestonová (nepřechýleně Preston; 13. října 1962 Honolulu, Havaj – 12. července 2020 Houston) byla americká herečka a modelka, od roku 1991 manželka Johna Travolty.
Zemřela 12. července 2020 ve věku 57 let, dva roky poté, co jí byl diagnostikován karcinom prsu.

## Dílo
Se svým manželem Johnem Travoltou spolupracovala např. na produkci vědeckofantastického filmu Bitevní pole Země. Kelly Prestonová se účastnila natáčení více než šedesáti filmů a televizních pořadů. Zahrála si například ve filmech Rozsudek smrti nebo Co ta holka chce. Známá je i z filmu Hra snů, kde hrála společně s Kevinem Costnerem a kde ztvárnila hlavní ženskou roli. S Johnem Travoltou si zahrála i v roce 2018, a to ve filmu Gotti o americkém kriminálním bossovi Johnu Gottim.

## Film
- 1988 Dvojčata (Twins) – role: Marnie Masonová
- 1998 Svatý muž (Holy Man) – role: Kate Newell
- 1998 Jack Frost – role: Gabby Frostová
- 2005 Škola superhrdinů (Sky High) – role: Josie Stronghold (Raketa)